# 世武裕子
世武 裕子（せぶ ひろこ、1983年〈昭和58年〉1月4日 - ）は、日本の映画音楽作曲家、シンガーソングライター。別名、sébuhiroko。東京都葛飾区生まれ、滋賀県草津市出身。
パリ・エコールノルマル音楽院映画音楽学科卒業。デビュー前は籔内裕子として活動したことがあったが、後に世武裕子へ改名した。2015年から2018年にシンガーソングライターとして活動した時の名義はsébuhirokoであった。フランス・パリ在住。

## 概要
映画・ドラマ・CMなどの作品を作る映像音楽家、安藤裕子などに楽曲提供を行う作曲家、チャットモンチー、くるり、plenty、Mr.Childrenなどのライブにコーラス・鍵盤楽器・編曲で参加、自らもシンガーソングライターとして作品を生み出すミュージシャンなどの活動を行っている。
「UNIQLOヒートテック『2つの進化』篇」のCM音楽、NHK連続テレビ小説『べっぴんさん』の劇中歌、サカナクションの山口一郎が歌唱する「オロナミンC ハツラツタワーのある街 『帰郷篇』」CMソングの編曲なども担当している。

## 来歴

### 生い立ち
幼少時より作曲・ピアノ・オルガン・エレクトーンを習った世武は、テクノ・ロック・ジャズ・現代音楽・クラシックなど、多様な音楽から影響を受けた。
天皇・皇后が臨席した平安建都1200年記念式典（1994年度）や、地球温暖化防止京都会議（1997年度）での演奏などを経て、2001年12月に開催したインターナショナルエレクトーンコンクール 2001で第2位を受賞した。
2002年に渡仏し、パリ・エコールノルマル音楽院映画音楽学科を卒業。在仏中にはActe 1やCours Florentといった俳優学校で映画演技も学んだほか、映画音楽作曲家ガブリエル・ヤレドに師事した。

### アーティスト・シンガーソングライターとしての活動
帰国後、2008年にアーティストとしてアルバム「おうちはどこ？」をNOISE McCARTNEY RECORDSよりリリースし、女性シンガーソングライターとしてデビュー。
2015年、アルバム「WONDERLAND」をポニーキャニオンから発表すると共に、シンガーソングライターとしての活動名義を「sébuhiroko」に変更。2016年には同名義2作目となるアルバム「L/GB」をリリースした。
2016年のParis Fashion Weekでは「ISSEY MIYAKE：SPRING SUMMER 2017 Collection in Paris」において、Open Reel Ensembleとファッションショーの音楽を担当、ステージにて生演奏を行った。
デビュー10周年となる2018年の10月にアルバム『Raw Scaramanga』発表し、活動名義を「世武裕子」へ統一する。

### 映像音楽作曲家としての活動
2011年、吉田光希監督作品「家族X」にて映像音楽作曲家としてデビュー。以降、数多くのテレビドラマ、映画、CMの音楽を手がける。
同年携わったGoogle ChromeのTV-CFでは音楽制作のみならず多重演奏シーンなどで自ら出演も果たした。
これまでにCMで「ユニクロ」・「NTTドコモ」・「SK-II」・「日清食品チキンラーメン」・「JRA」・「au」・「日産自動車」・「出光興産」・「資生堂」・「JR東海 そうだ 京都、行こう。」・「MDNA」などで作曲・演奏のほか、「北陸新幹線」・「爽健美茶」・「雪印メグミルク」・「森永乳業」・「西武鉄道」など、ボーカリストとしても携わっている。
映画音楽では、2018年に公開した映画『日日是好日』・『生きてるだけで、愛。』・『羊と鋼の森』・『リバーズ・エッジ』などを手掛けた。少女漫画原作の『オオカミ少女と黒王子』・『ママレード・ボーイ』、劇場版アニメ『君の膵臓をたべたい」やドキュメンタリー映画『ダライ・ラマ14世』なども制作している。
フジテレビの月曜9時ドラマ『恋仲』と『好きな人がいること』で二年連続夏クールの音楽を担当、またNHK広島放送局のドキュメンタリードラマ『基町アパート』を経て、2016年10月よりNHK連続テレビ小説『べっぴんさん』の音楽に抜擢されるなど、テレビドラマの仕事も多岐にわたる。

### 広島への移住、パリへの再移住
世武は2021年に広島県広島市へ移住し、以降は（活動拠点の）東京都との間を行き来しながら音楽活動を続けた。その後、2024年5月にパリへ移住したことを明かした。

## 人物
広島東洋カープの熱狂的なファン。カープファンの知人に薦められて読んだ、孤高の天才・前田智徳に迫った迫勝則著『前田の美学 広島東洋カープ前田智徳』に感銘を受け、球場に足を運んで見た横山竜士投手の牽制球が「めちゃくちゃ格好良く」、「もう、なんなの!」「一生ついていきます!」とたちまちカープファンとなった。MAZDA Zoom-Zoom スタジアム広島にて試合開始前の国歌斉唱を務め、アンガールズがパーソナリティを務めるカープ応援番組『カーティスト』へゲスト出演など行っている。また、UR都市機構の公式サイト内で広島県広島市を巡る特集が組まれ、世武がMAZDA Zoom-Zoom スタジアム広島を訪れた時に以下のコメントを残している。
世武は2024年5月にパリへ移住したが、同年4月28日に投稿したnoteには広島東洋カープに所属した元プロ野球選手、廣瀬純と会ったことを明かしている。

## 受賞歴
2025年
- 第48回日本アカデミー賞 最優秀音楽賞（『カラオケ行こ!』）

## ディスコグラフィ

### 楽曲提供
- 安藤裕子「溢れているよ」（2016年3月2日、アルバム『頂き物』収録） - 作詞・作曲・編曲
- 上白石萌音「パズル」（2017年7月12日、アルバム『and...』収録、テレビアニメ『境界のRINNE』第3シリーズ エンディングテーマ）- 作曲・編曲

上記のほか、2016年4月に開校した草津市立老上西小学校の校歌の作曲を担当している。

### 参加作品
- くるり鶏びゅ〜と（2009年10月21日）
東京
- きれいなひとりぼっちたち（2016年12月7日）
BABY BABY
- Mr.Children
  - 「忙しい僕ら」（シングル『himawari』収録） - 編曲
  - アルバム『重力と呼吸』 - キーボード・コーラス[注 3]
- the chef cooks me「CP」（2019年7月24日配信） - キーボード
- HIROBA
  - 幸せのままで、死んでくれ - 編曲・ピアノ・エレクトリックピアノ・オルガン

## 作品

### 映画
2011年
- 家族X（9月24日、ユーロスペース）

2013年
- だいじょうぶ3組（3月23日、東宝）

2015年
- ストロボ・エッジ（3月14日、東宝）
- ダライ・ラマ14世（5月30日、ブエノスフィルム）

2016年
- オオカミ少女と黒王子（5月28日、ワーナー・ブラザース映画）
- お父さんと伊藤さん（10月8日、ファントム・フィルム）

2018年
- リバーズ・エッジ（2月16日、キノフィルムズ/木下グループ）
- プリンシパル〜恋する私はヒロインですか？〜（3月3日、アニプレックス）
- ママレード・ボーイ（4月27日、ワーナー・ブラザース映画）
- 羊と鋼の森（6月8日、東宝）
- ウタモノガタリ-CINEMA FIGHTERS project-「カナリア」（6月22日、LDH pictures）
- 君の膵臓をたべたい（9月1日、アニプレックス）
- 日日是好日（10月13日、東京テアトル）
- 生きてるだけで、愛。（11月9日、クロックワークス）

2019年
- そらのレストラン（1月25日、東京テアトル） - 挿入歌「Bradford」作曲
- いちごの唄（7月5日、ファントム・フィルム）

2020年
- 風の電話（1月24日）
- ロマンスドール（1月24日）
- 星の子（10月9日、東京テアトル/ヨアケ）

2022年
- Pure Japanese（1月28日、アミューズ）
- 女子高生に殺されたい（4月、日活）

2023年
- エゴイスト（2月10日、東京テアトル）

2024年
- カラオケ行こ!（1月12日、KADOKAWA）
- ミッシング（5月17日、ワーナー・ブラザース映画）

### テレビドラマ（作品）
2013年
- ソドムの林檎〜ロトを殺した娘たち（3月 - 4月、WOWOW）
- ドキュメンタリードラマ 基町アパート（8月24日、NHK総合）

2015年
- 恋仲（7月 - 9月、フジテレビ）

2016年
- 好きな人がいること（7月 - 9月、フジテレビ）
- 連続テレビ小説 べっぴんさん（10月 - 2017年4月、NHK）
  - べっぴんさんスペシャルドラマ「恋する百貨店」（2017年4月29日、NHK BSプレミアム）
  - べっぴんさん特別編「忘れられない忘れ物 〜ヨーソローの一日〜」（2017年5月6日、NHK BSプレミアム）

2017年
- 3人のパパ（4月 - 6月、TBS）

2020年
- 心の傷を癒すということ（1月 - 、NHK総合）

2022年
- WOWOWオリジナルドラマ　椅子（5月 - 7月、WOWOW）

### Webドラマ
- 3枚目のボディガード〜ボクはキミだけを守りぬく〜（2011年6月、BeeTV）

### テレビアニメ
- ミギとダリ（2023年10月 - 、AT-X）

### ラジオドラマ
- FMシアター 世界から猫が消えたなら（2013年7月20日、NHK-FM）
- べっぴんさん スピンオフ・ラジオドラマ「たまご焼き同盟」（2017年5月4日、NHKラジオ第1）

### ラジオ番組
- まるっと日常ワイド えんまん。 テーマ曲（2024年4月 - 、RCCラジオ）

### CM
- 日本コカ・コーラ「爽健美茶」
- ユニクロ
- 日産自動車
- JR 北陸新幹線
- JR東海 「そうだ、京都行こう。」
- 中国放送 開局70年CM（2022年）[25]

ほか

## 出演

### テレビドラマ（出演）
- べっぴんさん 特別編「忘れられない忘れ物～ヨーソローの一日」(2017年5月6日、NHK BSプレミアム) - 劇中でピアノ演奏

## その他活動
音楽家の活動と並行して草津市のPR集団、KUSATSU BOOSTARS（草津市にゆかりのある各界の著名人で構成されたPR集団）のメンバーに在籍している。同団体での活動例として、2016年4月に開校した草津市立老上西小学校の校歌の作曲が挙げられる。